# ExtraVertik
ExtraVertik – piąty solowy album polskiego rapera AbradAba. Został wydany 21 kwietnia 2012 roku nakładem własnej wytwórni Inna-My-Twórnia. Podkłady muzyczne do utworów na płycie grane są przez instrumentalistów. Na albumie gościnnie wystąpił starszy brat AbradAba – Joka.
W 2012 roku album uznany został płytą tygodnia za pośrednictwem Polskiego Radia.

## Lista utworów
Źródło.
1. „IntroVertik”
2. „Pół na pół”
3. „Kiedywejde”
4. „Dzikołaj”
5. „O mamo!”
6. „Więcej słów”
7. „Bul bul bul”
8. „ExtraVertik”
9. „Ostrzegawczy strzał”
10. „Moje demony” (gościnnie: Joka)
11. „Na wszystko przyjdzie czas”
12. „Sprawiedliwość”
13. „OutroVertik”